# CheddarCheeseISay
CheddarCheeseISay — сімнадцятий студійний альбом американського репера Keak da Sneak, виданий 28 серпня 2012 р. лейблом RBC Records. У записі платівки взяли участь Sycosis, Big Hollis, Complex та ін.
Виконавчі продюсери: Keak da Sneak, Майк Мослі, Даріен «D-Buck» Сміт та Карл Ґенді. Мастеринг: Sycosis. Арт-дирекція: Марвін Адамс.

## Список пісень
1. «There They Go» (з участю Goldie Gold та Big Hollis) — 3:22
2. «Chance Taka» (з участю Complex та Krytykal) — 3:29
3. «Tatta Puttie» — 2:21
4. «Let 'Em Cut Their Own Throat» — 3:00
5. «Show Off» (з участю Complex) — 3:02
6. «So Serious» (з участю Tieck Tock) — 3:56
7. «Call Me Keak da Sneak» (з участю D Buck) — 2:51
8. «You Did Something» — 1:35
9. «The Names» — 2:28
10. «Against the Wall» — 3:44
11. «Making All Rights» — 3:57
12. «All P's» (з участю Sycosis) — 4:15
13. «Bussing» — 2:59
14. «Go» (з участю Sycosis) — 4:28
15. «The Sneak Come Out» — 3:12
16. «The Female Funk» — 2:11
17. «Get Hyphy» — 2:39